# Beskyd (Západní Tatry, 950 m)
Beskyd (polsky Huciański Beskid, 950 m n. m.) je hora v Západních Tatrách (dle některých zdrojů již v Podtatranské brázdě) na Slovensku. Nachází se v nízkém hřbetu, který vybíhá severozápadním směrem z hory Javorina (1277 m n. m.). Na severozápadě jej odděluje Prostredné Hutianské sedlo od hory Beskyd (947 m n. m.), na jihovýchodě jej odděluje Vyšné Hutianské sedlo od hory Javorina. Jihozápadní svahy klesají do Hutianské doliny, severozápadní do Doliny Bôrovej vody. Pod jihozápadními svahy hory se rozkládá osada Myšičková, nejzazší část obce Huty.

## Přístup
- poblíž červené  značky mezi obcí Huty a Vyšným Hutianským sedlem